# Na Agontimé
Na Agontimé var en afrikansk regent och prästinna. Hon var kpojito ("regerande partner" eller medregent och prästinna) till kung Gezo av Dahomey 1818–1858.
Hon var inblandad i störtandet av kung Agonglo 1797 men allierade sig med den förlorande sidan i de följande tronstriderna och tillhör dem som såldes som slavar i Amerika. Enligt traditionen etablerade hon dyrkan av flera abomeaska gudomar i Amerika. Hon ska ha varit i slaveri i tjugofyra år. 
År 1818 besteg kung Gezo tronen. Han utnämnde då henne till ämbetet som hans kvinnliga medregent: hon kallas hans mor, men mor i sammanhanget var något som hörde till titeln som medregent och hon kan också ha varit till exempel hans amma. Han lät sända en delegation till Amerika (var i Amerika är oklart, men troligen Brasilien), och återföra henne till Dahomey, en ovanlig men inte helt okänd handling, som blev en känd berättelse i Dahomeys historia. Under sin tid som kpojito grundade hon ett flertal tempel i Dahomey.
Det råder dock i själva verket delade meningar om, huruvida kungens delegation lyckades finna henne och återföra henne till Afrika, där hon utövade den ställning kungen gav henne; eller om han inte lyckades finna henne, och hennes ställning som kpojito därför bara blev nominell under hans regeringstid. De tempel hon grundade i Dahomey kan ha varit grundade av henne personligen, eller helt enkelt grundats av kungen i hennes namn.